# Гайлитис, Паулс
Паулс Ото Гайлитис (латыш. Pauls Gailītis; 29 мая 1869, Дзербенская волость — 15 июля 1943, Вятлаг, Кировская область) — латвийский государственный и общественный деятель, министр образования Латвийской республики (1923). Лидер Латвийского молодежного Красного Креста. Депутат 1-го Сейма Латвии (1922—1925). Лютеранский священник. Педагог.

## Биография
Из крестьян. После окончания Биркенруской гимназии, в 1889—1894 гг. изучал богословие в Юрьевском университете. Во время учёбы был членом латышской студенческой корпорации Lettonia . В июле 1896 года рукоположен. Служил пастором (1896—1899), учителем Рижской Александровской гимназии (1899—1902), пастором церкви в Вецпиебалга (1902—1912).
Участник Первой мировой войны. Служил лютеранским пастором на Кавказском фронте (1913—1918). В годы войны Гражданской войны в 1918—1920 гг. — пастор церкви в Таганроге, а также уполномоченный представитель Латвийской республики на Северном Кавказе (1919—1921).
Вернувшись в Латвию в 1921—1925 гг., служил викарием и приходским священником. Одновременно, был директором административно-юридического отдела Министерства иностранных дел Латвии (1921—1922).
В 1922 году был избран депутатом 1-го Сейма Латвии от Латышского Крестьянского союза .
С 26 января по 19 июля 1923 года занимал пост министра образования Латвийской Республики.
В 1923—1935 гг. работал директором Первой Рижской государственной гимназии, Одновременно, являлся пастором прихода Лиелварда (1925—1935) и пастором Рижского 5-го гвардейского полка (с 1929 года).
В 1929—1931 гг. — директор Отдела памятников. Член правления Латвийского Красного Креста и председатель Латвийского молодежного Красного Креста (1923—1940). Редактор газеты «Latvijas Jaunatne» (1937—1940).
После присоединения Латвии к СССР в июне 1941 г. вместе с женой и сыном был арестован и депортирован в трудовом лагерь в Вятке (Вятлаг).
25 ноября 1942 года П. Гайлитис специальным заседанием НКВД СССР был приговорен к 10 годам лишения свободы.
15 июля 1943 года умер в Кировской области в лагерной больнице.

## Награды
- 1929 — Орден Трёх звёзд 3-й степени
- 1933 — Крест Заслуг айзсаргов
- Награда Красного Креста Латвийской Республики
- Знак Эстонского Красного Креста I класса.